# Alliopsis rambolitensis
Alliopsis rambolitensis este o specie de muște din genul Alliopsis, familia Anthomyiidae. A fost descrisă pentru prima dată de Villeneuve în anul 1922.
Este endemică în Franța. Conform Catalogue of Life specia Alliopsis rambolitensis nu are subspecii cunoscute.